# 北屯區
北屯區，舊稱「三十張犁」，前身「北屯鄉」，位於臺灣臺中市中心，臺中市區的東北端，為舊臺中市部分面積最大的行政區。由於多項建設與重劃區陸續完成的關係，吸引大量人口移入，歷年人口增加總數均位居臺中第一，境內有四期、十期、十一期、十四期等重劃區，區內人口約31.6萬人，是臺中市人口最多的行政區，是中臺灣地區人口最多且唯一超過30萬人的鄉鎮市區，也是臺灣人口第九多的鄉鎮市區。境內的大坑風景區為著名的觀光景點。

## 歷史

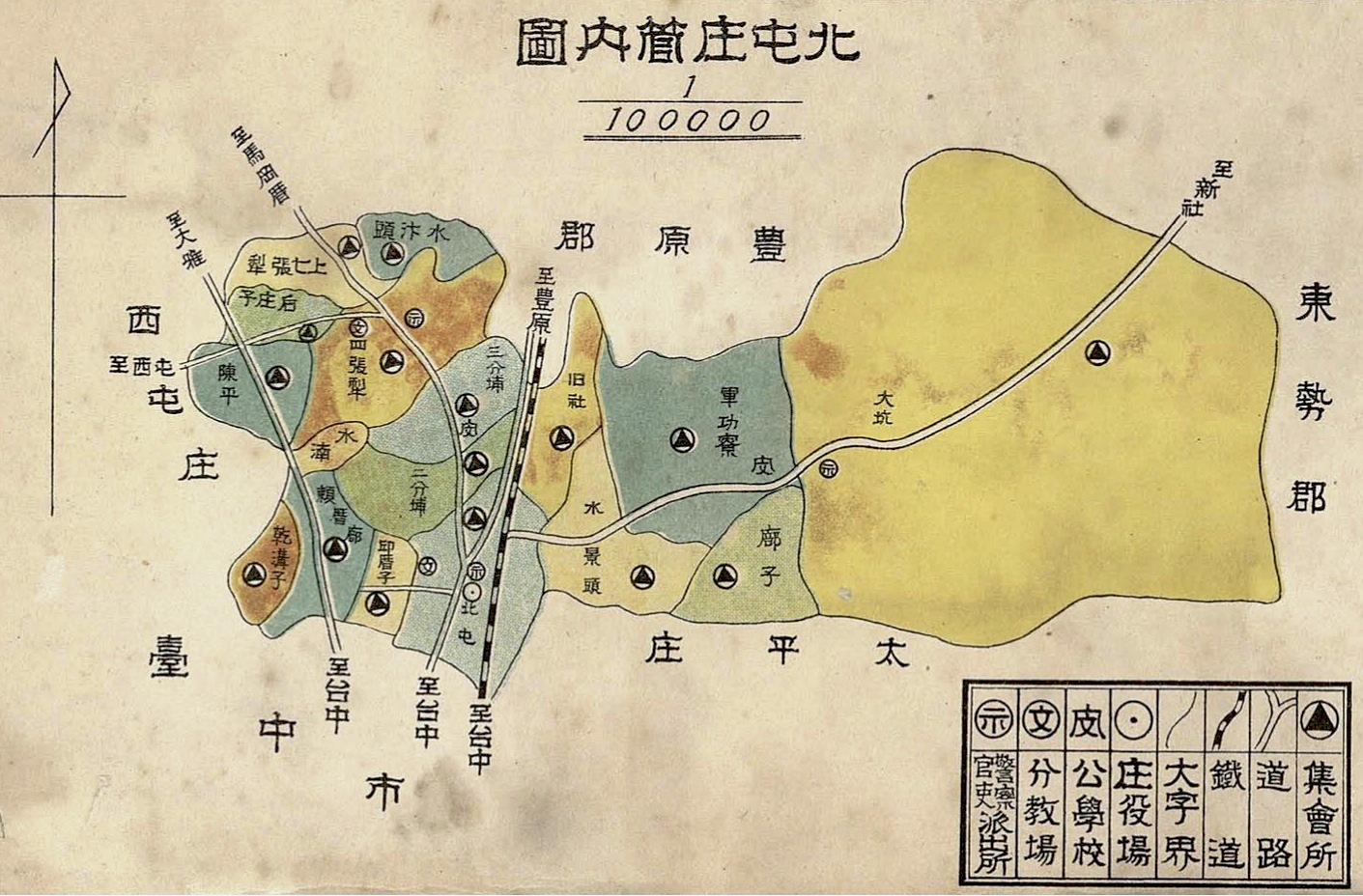
1930年代北屯庄管內圖

北屯區大規模開發始於清朝乾隆年間六館業戶，當時六館業戶中的陳周文（實際開發者為其子陳元謀）分得陳平（今陳平里一帶）以及四張犁（今四民、仁和里）一帶等地，秦登鑑（實際開發者為其子秦阿生）分得三十張犁（今北屯里一帶）；清領時期，四張犁與犁頭店（今南屯）、大里杙（今大里），合稱臺中三大聚落，同屬臺中盆地上開發得最早的區域。
日治初期為拺東下堡三十張犁區及拺東下堡四張犁區以及拺東上堡大坑。1920年地方制度改為五州三廳，兩區合併改為北屯庄，轄屬臺中州大屯郡，下轄三十張犁、二分埔、三分埔、四張犁、水湳、陳平、后庄、上七張犁、水汴頭、舊社、軍功寮、水景頭、廍子、大坑、賴厝廍、邱厝仔、乾溝仔幾個大字。1935年，賴厝廍、邱厝仔、乾溝仔以及三十張犁三保（後改成宮北大字）併入臺中市，戰後這幾個大字組成北區。1945年二戰後，中華民國政府接收日本臺灣總督府所轄之區域，起初改為臺中縣大屯區北屯鄉，1947年併入臺中市改為北屯區迄今。

## 舊地名
- 三十張犁：北屯的舊稱，因當時開墾土地有三十張犁（150甲）而命名，因為官道（今自由路、雙十路、北屯路）的開闢而興起。
- 四張犁：北屯區早期最發達的地方，約在今日昌平路二段及四平路口，因當時開發土地有四張犁（二十甲）而命名，早期為通往葫蘆墩（今豐原區）、社口、犁頭店的交通要地。但是因官道的開闢而沒落，現有三級古蹟四張犁文昌帝君廟。此區也是清代戴潮春事件首領戴潮春的出身地。
- 二分埔：現在平和里、平田里、四維國小一帶，為當年五美堂賴家五兄弟其中的兩人分得的兩份土地。
- 三分埔：現在松竹國小一帶，為當年五美堂賴家五兄弟其中三人所分得的三份土地。
- 水湳：中清路文心路交叉口以北，疑為「水簾」誤植。
- 陳平：六館業戶中陳元謀（陳周文之子）所分得的墾地，以其開台祖陳金陵之乳名陳平為庄名
- 後：古名為「後仔」，其位於古四張犁大聚落陳平庄後方之小村莊，所以命名為後庄[3]

## 地理

### 自然地理
東以頭嵙山與新社區、中興嶺、太平區毗連，西以土庫溪與西屯區相鄰、南與北區鄰接，北與大雅區、潭子區、豐原區相鄰。境內東半部為豐原區山地南段、中有頭嵙山高度約859公尺，觀音山高度約317公尺，為大里溪的上源地域，西半部為台中盆地的一部份，海拔約100公尺至200公尺之間。

### 人口
根據臺中市政府民政局統計，2024年底北屯區戶數約12.8萬戶，人口約31.1萬人，是臺中市人口最多的行政區。區內人口最多與最少的里分別是廍子里與民德里，2024年底兩里人口分別為26,810人與1,079人，其中廍子里也是臺中市的人口最多的里，其他區內人口較多的里包括舊社里、水景里、和平里、軍功里、仁美里、后庄里、仁和里及松竹里。
2023年6月2日，人口突破30萬人。

## 政治

### 區政組織
北屯區公所是臺中市政府在北屯區的派出機關，在中華民國政府架構中為市政府綜理區政的執行機關，上級業務監督機關為臺中市政府。区长由市長任命，其任期為無任期保障。在區長、副區長與主任秘書之下，設有5課4室1會等10個內部單位。北屯區為臺中市議會第八選區，在市議會的65席市議員中，北屯區共選出6席區域市議員（不含平地原住民與山地原住民議員）。

### 行政區
現今北屯區行政範圍的確立，來自於1941年，將賴厝廍、邱厝仔、乾溝仔等3庄併入州轄市臺中市，經此調整後，北屯共轄14個大字。1945年12月1日，改為「北屯鄉」，屬臺中縣大屯區。1947年2月1日，北屯鄉併入省轄市臺中市，改為「北屯區」。
北屯區的行政區劃轄有42里934鄰，境內以旱溪為界可分為兩個區域，其行政區域分布情形為：
- 溪東：廍子里、水景里、和平里、軍功里、大坑、東山里、民政里、民德里

- 溪西：舊社、仁美里、仁和里、后庄里、同榮里、四民里、松竹里、松強里、松和里、松安里、松茂里、松勇里、三光里、三和里、東光里、北屯、北興里、北京里、平興里、平田、平昌里、平安里、平心、平德里、平和里、平陽里、平福里、平順里、水湳里、仁愛里、大德里、陳平里、新平里、忠平里

## 金融
- 臺灣銀行水湳分行
- 臺灣土地銀行中清分行
- 合作金庫銀行北屯分行、太原分行、軍功分行、松竹分行、中清分行、昌平分行
- 第一銀行北屯分行
- 華南銀行水湳分行
- 彰化銀行水湳分行
- 臺灣中小企業銀行北屯分行
- 台中銀行北屯分行、軍功分行、四民分行
- 三信銀行北屯分行
- 玉山銀行北屯分行、文心分行
- 台新銀行北臺中分行
- 中國信託銀行文心分行、洲際分行
- 台北富邦銀行北屯分行、北臺中分行
- 國泰世華銀行崇德分行、昌平分行、水湳分行
- 高雄銀行北屯分行
- 新光銀行北屯分行、松竹分行、水湳分行
- 陽信銀行北屯分行
- 聯邦銀行北屯分行
- 遠東銀行臺中文心分行
- 元大銀行崇德分行、北屯分行
- 星展(台灣)銀行中清分行、北臺中分行、文心分行
- 滙豐(台灣)銀行崇德分行

## 教育

### 國際學校
- 台中美國學校
- 馬禮遜美國學校

### 大專院校
- 中國醫藥大學（水湳校區）(1958)：臺中市北屯區新平里經貿路一段100號
- 中臺科技大學(1966)：臺中市北屯區廍子里廍子路666號

### 高級中等學校
- 臺中市立東山高級中學(1970)：臺中市北屯區水景里景賢六路一段200號
- 臺中市私立衛道高級中學(1955)：臺中市北屯區仁和里四平路161號
- 臺中市私立葳格高級中學(2012)：臺中市北屯區水景里軍福十八路328號

### 國民中學
- 臺中市立東山高中國中部
- 臺中市立大德國民中學(1964)：臺中市北屯區大德里中清路70-1號
- 臺中市立北新國民中學(1965)：臺中市北屯區松茂里僑孝街80號
- 臺中市立崇德國民中學(1988)：臺中市北屯區平陽里崇德路二段227號
- 臺中市立三光國民中學(1995)：臺中市北屯區三光里三光一街77號
- 臺中市立四張犁國民中學(1997)：臺中市北屯區同榮里后庄路699號
- 臺中市立南興國民中學(2026)：臺中市北屯區舊社里舊社巷29-7號）
- 臺中市立廍子國民中學(2026)：臺中市北屯區和平里和祥路一段17號

### 國民小學
- 臺中市北屯區北屯國民小學(1904)：臺中市北屯區北京里進化北路2號
- 臺中市北屯區軍功國民小學(1919)：臺中市北屯區和平里軍福十三路300號
- 臺中市北屯區四張犁國民小學(1933)：臺中市北屯區仁和里后庄路910號
- 臺中市北屯區大坑國民小學(1948)：臺中市北屯區大坑里東山路二段112號
- 臺中市北屯區逢甲國民小學(1954)：臺中市北屯區民政里北坑巷60號
- 臺中市北屯區僑孝國民小學(1955)：臺中市北屯區松茂里北屯路435
- 臺中市北屯區松竹國民小學(1956)：臺中市北屯區松和里昌平路二段12號
- 臺中市北屯區建功國民小學(1958)：臺中市北屯區軍功里軍和街43號
- 臺中市北屯區新興國民小學(1966)：臺中市北屯區同榮里新興路20號
- 臺中市北屯區仁愛國民小學(1979)：臺中市北屯區仁愛里四平路71號
- 臺中市北屯區文昌國民小學(1988)：臺中市北屯區平昌里昌平路一段91號
- 臺中市北屯區文心國民小學(1992)：臺中市北屯區平和里文心路四段575號
- 臺中市北屯區四維國民小學(1992)：臺中市北屯區三光里文心路四段956號
- 臺中市北屯區陳平國民小學(1997)：臺中市北屯區忠平里陳平路58號
- 臺中市北屯區東光國民小學(2001)：臺中市北屯區東光里東光路926號
- 臺中市北屯區仁美國民小學(2004)：臺中市北屯區仁美里崇德路三段568號
- 臺中市北屯區廍子國民小學(2020)：臺中市北屯區廍子里景賢路290號
- 臺中市私立明道普霖斯頓小學(1977)：臺中市北屯區平陽里河北路三段16號
- 臺中市私立慎齋小學(2004)：臺中市北屯區平陽里山西路二段270號
- 臺中市北屯區松強國民小學(2025)：臺中市北屯區松強里九甲巷11-6號
- 臺中市北屯區南興國民小學(2026)：臺中市北屯區舊社里旱溪西路三段316號

### 社會教育
- 臺中市立圖書館總館（原 四張犁分館）
- 臺中市立圖書館北屯分館
- 臺中市立圖書館興安分館

## 醫療
臺中市衛生局於北屯區設有軍功衛生所與四民衛生所。
醫院
- 臺中市立老人復健綜合醫院（預定地）
- 聯安醫院
- 茂盛醫院
- 全民醫院
- 博愛外科醫院
- 一品堂中醫

安養機構
- 臺中市立仁愛之家

## 交通

### 鐵路
臺灣鐵路
- 臺中線：太原車站 – 松竹車站

台中捷運
- 烏日文心北屯線：103a 北屯總站 – 103 舊社站 – 104 松竹站 – 105 四維國小站 – 106 文心崇德站
- █ 臺中機場捷運（規劃中）
- █ 大平霧線（規劃中）
- █ 崇德豐原線（規劃中）

### 公路
- 台74線：東西向快速公路、快官霧峰線、臺中環線，境內設有14 北屯二、16 崇德、22 松竹、24 太原
- 台1乙線
- 台3線－北屯路
- 市道129號：新社區－北屯區－太平區
- 中88號：豐原區－北屯區－新社區
- 松竹路：全路段皆位於北屯區東側段連接台74線
- 太原路：為通往西屯區的主要道路，過台灣大道南接精誠路
- 文心路－東山路：為市區主要交通大動脈之一，通往大坑風景區
- 崇德路：連接豐原區與北區的主要道路，上下班車流量大
- 環中路－環中東路：部分道路與台74線共構
- 漢口路：通往西區的主要道路，過台灣大道南接東興路
- 昌平路：通往神岡區的主要道路
- 中清路：通往清泉崗機場的主要道路
- 軍功路：通往山線的主要道路，全段皆位於北屯區
- 進化路－進化北路：往市區替代文心路的主要道路，南接忠明路
- 祥順路：為北屯區與太平區間的聯絡道路

### 公車客運
市區公車
- 本表更新時間為2025年07月18日。

| 路線號碼 | 營運區間                                                  | 營運業者                                                   | 備註 |
| 1        | 中台科技大學－捷運四維國小站-中臺科技大學                 | 中台灣客運                                                 | 經東山路、捷運四維國小站 |
| 3        | 東山高中－高鐵台中站                                      | 統聯客運                                                   | 經太平澄清醫院、長億高中、慈明高中、市立光正國中、修平科技大學、市立大里高中                                                |
| 6        | 干城站－忠義里(中科實中)                                  | 台中客運                                                   | 經水湳、中國醫大水湳校區、大雅、清泉崗                                                                                      |
| 8        | 臺中刑務所演武場－逢甲大學                                | 台中客運                                                   | 經松竹路、經興安路、一中商圈、中友百貨、台中公園、四維國小、后庄社區、僑光科技大學、逢甲大學、逢甲夜市                      |
| 12       | 明德高中－豐原高中                                        | 台中客運 豐原客運 全航客運                                 | 豐原端部分班次延駛至鎮清宮                                                                                                  |
| 14       | 干城站－舊庄                                              | 台中客運                                                   | 行駛於昌平路，部分班次舊庄端點為南清宮（14延）                                                                                |
| 14副     | 干城站－神岡區公所                                        | 台中客運                                                   | 部分班次神岡區公所端點為大圳厚生路口（14副2） 經東寶社區、大雅                                                              |
| 15       | 臺中刑務所演武場(國漫館)－國軍台中總醫院                  | 台中客運                                                   | 經東山路 |
| 15繞     | 臺中刑務所演武場(國漫館)－國軍台中總醫院                  | 台中客運                                                   | 繞駛東山高中，平日行駛，例假日與寒暑假停駛                                                                                  |
| 19       | 國立臺灣美術館－慈濟醫院                                  | 中鹿客運                                                   | 經旱溪西路、葳格高級中學、精武車站、新建國市場、中興大學                                                                    |
| 20       | 干城站－慈濟醫院－潭子火車站（東站）                      | 中台灣客運                                                 | 經東光路 |
| 20區     | 干城站－東山高中                                          | 中台灣客運                                                 | 例假日及寒暑假停駛，目前停駛                                                                                                |
| 20區2    | 大坑9號步道－干城站                                       | 中台灣客運                                                 | 例假日及寒暑假停駛，目前停駛                                                                                                |
| 21       | 臺中刑務所演武場(國漫館)－貴城山莊                        | 中鹿客運                                                   | 行駛於東山路，部分班次貴城山莊端點為民德橋（21延1）或中興嶺（21延2）                                                        |
| 23       | 中清同榮路口－市立大里高中(中興東南路口)                  | 統聯客運                                                   | 經文華高中、大墩路、美村路、國立台灣美術館、國立公共資訊圖書館、中興大學。                                                  |
| 28       | 四張犁圖書館－坪頂                                        | 台中客運                                                   | 經水湳市場、逢甲商圈、朝馬、東海別墅                                                                                        |
| 29       | 臺中監獄－第一廣場－臺中監獄                              | 台中客運                                                   | 為單循環路線 經一中商圈、天津路商圈、逢甲商圈、黎明路、嶺東科技大學                                                         |
| 32       | 大鵬新城－旱溪東東英五街口                                | 中鹿客運                                                   | 經中國醫藥大學、臺中教育大學、臺中州廳、臺中車站、曉明女中                                                                  |
| 33       | 僑光科技大學－高鐵臺中站                                  | 台中客運                                                   | 經新光三越、文華高中、天津路商圈、臺中車站、中興大學、臺中高工、樹仔腳、烏日                                                |
| 51       | 莒光新城－大坑9號步道                                     | 豐原客運                                                   | 經台中二中、大墩文化中心、地方法院、台中女中、臺中車站、太平、勤益科大、中台科大                                            |
| 52       | 忠明－進化－建成環線                                      | 中鹿客運                                                   | 自太原車站之環線。環線營運，雙向對開                                                                                        |
| 52副     | 忠明－進化－建成環線                                      | 中鹿客運                                                   | 自太原車站之環線。直行進化路繞駛太原車站                                                                                    |
| 54       | 下港尾－烏日                                              | 台中客運                                                   | 經逢甲商圈、朝馬、明道中學                                                                                                  |
| 58       | 潭子勝利運動公園－大慶活動中心                            | 全航客運                                                   | 潭子端點為甘蔗里活動中心 |
| 58副     | 潭子勝利運動公園－大慶活動中心                            | 全航客運                                                   | 經大富路、大豐路 |
| 58區     | 北屯行政大樓→大慶活動中心 明德高中（明德街）→潭子勝利公園 | 全航客運                                                   | 為尖峰時刻部分路線增開班次，目前停駛                                                                                        |
| 59       | 捷運松竹站－舊正                                          | 統聯客運                                                   | 部分班次舊正端點為舊正社區停車場（59延） 經雙十路、臺中車站、興大附中、霧峰                                                 |
| 61       | 太平－臺中車站－大雅清泉醫院                              | 統聯客運                                                   | 經大雅區公所 |
| 63       | 豐原東站－臺中榮總                                        | 豐原客運 統聯客運                                          | 臺中市第一條的公車聯營路線 經逢甲商圈、朝馬 不經社口                                                                        |
| 65       | 潭雅神綠園道－南區區公所                                  | 全航客運                                                   | 部分班次繞駛四張犁（65繞），或者潭雅神綠園道端點延駛至大富路98巷口（65延） 經潭子車站、得天宮、臺中一中、臺中車站、臺中高工 |
| 65副     | 潭雅神綠園道－南區區公所                                  | 全航客運                                                   | 經好市多北屯店、松竹路 |
| 66       | 慈濟醫院－大坑－慈濟醫院                                  | 台中客運                                                   | 早上、下午各一班經東山高中。環線營運，雙向對開                                                                              |
| 66副     | 松竹車站－大坑－松竹車站                                  | 台中客運                                                   | 例假日行駛 |
| 68       | 精武車站（東光路）－捷運四維國小站－精武車站（東光路）    | 中鹿客運接手                                               | |
| 68延     | 鹿寮國中－東海別墅－太原車站－中臺科技大學                | 巨業交通代駛                                               | 部分班次平日繞駛至國安國小，目前停駛                                                                                        |
| 72       | 嶺東科技大學－慈濟醫院                                    | 台中客運                                                   | |
| 75       | 中科管理局－國軍台中總醫院                                | 統聯客運                                                   | 經統聯轉運站 |
| 75副     | 中科管理局－國軍英雄館（ 經東大路）                       | 統聯客運                                                   | |
| 77       | 中科管理局－潭子區聯合辦公大樓                            | 統聯客運                                                   | 經統聯轉運站、國立自然科學博物館、葳格中學 、慈濟醫院                                                                       |
| 81       | 統聯轉運站－太平                                          | 主要行使駛公益路、經雙十路、太平端實際端點為北屯太原六號橋 | |
| 82       | 水湳－臺中車站                                            | 台中客運                                                   | 經水湳、捷運文心崇德站、一中商圈                                                                                            |
| 82延     | 水湳－高鐵臺中站                                          | 台中客運                                                   | 經臺中文化創意園區、國立公共資訊圖書館、臺中高等法院                                                                        |
| 85       | 新光里（新福路）－太原車站－一江橋                        | 統聯客運                                                   | 經東山路、屯區藝文中心、勤益科技大學                                                                                        |
| 86       | 臺中轉運站－國軍臺中總醫院                                | 國光客運                                                   | 經東山路、文心路、中清路 |
| 88       | 宜寧中學－麗園公園                                        | 中鹿客運                                                   | 經台中榮總、水湳經貿園區、中清路、松竹路、興安路、太原路                                                                    |
| 101      | 敦化公園－臺中車站－彰化車站                              | 台中客運                                                   | 經高鐵台中站、國立公共資訊圖書館、水湳                                                                                      |
| 105      | 四張犁國小－臺中車站－龍井（龍山國小）                    | 中鹿客運                                                   | 經國立公共資訊圖書館、新烏日站(高鐵站)、大肚車站、龍井車站                                                                  |
| 105延    | 四張犁國小－臺中車站－龍津高中                            | 中鹿客運                                                   | 例假日及寒暑假停駛(併回主線)                                                                                                |
| 105副    | 大道國中校門口→四張犁                                     | 中鹿客運                                                   | 例假日及寒暑假停駛(併回主線)                                                                                                |
| 105區2   | 臺中高工→四張犁                                           | 中鹿客運                                                   | 例假日及寒暑假停駛(併回主線)                                                                                                |
| 108      | 港尾－南開科技大學                                        | 台中客運                                                   | 經水湳、捷運文心中清站、曉明女中、一中商圈、臺中車站、大里、霧峰 為台中市公車唯一行駛至南投縣的路線                         |
| 127      | 臺中洲際棒球場－東興路－豐樂公園                          | 巨業交通                                                   | 主線行駛於昌平路，豐樂公園端點為大慶車站之班次則行駛於崇德路（127延） 經好市多、昌平路                                      |
| 131      | 北屯區行政大樓－朝陽科技大學                              | 台中客運                                                   | 經大里塗城路、竹仔坑 |
| 132      | 北屯區行政大樓－朝陽科技大學                              | 台中客運                                                   | 經草湖、霧峰吉峰路 |
| 154      | 臺中女中－大甲區公所                                      | 台中客運                                                   | 大甲新幹線公車，部分班次大甲區公所端點為頂店（154延） 經國一、國四、國三，市區非逐站停靠                                    |
| 202      | 豐富公園－樹德路－豐原                                    | 豐原客運                                                   | |
| 203      | 豐富公園－新田－豐原                                      | 豐原客運                                                   | 經豐南國中 |
| 243      | 東山高中－亞洲大學安藤館                                  | 台中客運                                                   | 經太平、大里 |
| 246      | 太原車站－國軍臺中總醫院                                  | 總達客運                                                   | 經澄清復健醫院、弘光科技大學附設老人醫院、國軍台中總醫院、東山高中、華盛頓中學、屯區藝文中心                                |
| 270      | 豐富公園－大南－東勢                                      | 豐原客運                                                   | |
| 271      | 豐富公園－東興－東勢                                      | 豐原客運                                                   | |
| 276      | 豐富公園－興中山莊－東勢                                  | 豐原客運                                                   | |
| 277      | 豐富公園－復盛里－東勢                                    | 豐原客運                                                   | |
| 500      | 公共資訊圖書館-臺中國際機場                               | 台中客運                                                   | 為中清幹線，經水湳、大雅 |
| 500延    | 公共資訊圖書館-清水                                       | 台中客運                                                   | 為中清幹線，經水湳、大雅、清水                                                                                              |
| 500跳    | 忠義里（中科實驗高中）－臺中車站                          | 台中客運 統聯客運                                          | 僅停靠現今500路重點站位 例假日及寒暑假停駛                                                                                  |
| 525      | 臺中刑務所演武場－社口                                    | 中鹿客運                                                   | 經臺中車站、中國醫藥大學、曉明女中、台中流行音樂中心、中國醫藥大學(水湳校區)、大華國中                                      |
| 528      | 荖樹公園－豐原東站                                        | 巨業交通                                                   | 經中國醫藥大學(水湳校區)、逢甲大學、八張犁、大雅、社口                                                                      |
| 651      | 臺中女中－大甲區公所                                      | 中台灣客運                                                 | 經崇德路、松竹路、國一、國四，市區非逐站停靠                                                                                |
| 700      | 豐原東站－新建國市場                                      | 中台灣客運                                                 | 為崇德幹線，經一中商圈、崇德路商圈、洲際棒球場、豐原東站                                                                    |
| 700跳    | 豐原高中－明德高中                                        | 台中客運 全航客運                                          | 僅停靠現今700路重點站位 例假日及寒暑假停駛                                                                                  |
| 850      | 臺中車站(復興路)－谷關                                    | 豐原客運                                                   | 經中清路、經國一、不經豐原                                                                                                  |
| 900      | 光明國中－豐原                                            | 豐原客運                                                   | 為北屯幹線，經台中車站、一中商圈、捷運松竹站、潭子車站                                                                      |
| 900跳    | 光明國中－豐原高中                                        | 豐原客運                                                   | 僅停靠現今900路重點站位 例假日及寒暑假停駛                                                                                  |
| 901      | 豐原（北陽停車場）－明德高中                              | 台中客運                                                   | 主線在豐原區內行駛於豐東路，副線則行駛於豐原大道                                                                            |
| 920      | 八方國際夜市－育賢環中東/西路口                           | 統聯客運、中台灣客運                                       | 經太原車站、潭子車站、慈濟醫院                                                                                              |
| 921      | 豐原東站－軍功松竹路口                                    | 中鹿客運                                                   | 經豐勢路、大豐路 |
| 922      | 敦化公園－中臺科技大學                                    | 全航客運                                                   | 經松竹車站、捷運舊社站、大坑                                                                                                |
| 956      | 豐原東站－光華高工                                        | 統聯客運、中台灣客運                                       | 經栗林車站、潭子加工區、崇德環中路口、勤益科大                                                                              |
| 綠1      | 捷運北屯總站－仁友停車場                                  | 中鹿客運                                                   | [ 14 ] |
| 綠2      | 太原車站－捷運文心森林公園站                              | 統聯客運                                                   | |
| 綠4      | 宜寧中學-中科管理局－捷運文心中清站                       | 統聯客運                                                   | |

小黃公車
臺中市小黃公車是由臺中市政府交通局推動的公車系統之一，於2017年4月1日啟用，路線皆採固定時間發車且免費搭乘，乘車需於前一天預約，預約人數較多時則安排多輛計程車以提供載客服務，當中僅無臺中市市區公車行駛、停靠之路段可隨招隨停，以擴大公共運輸服務範圍至年長者、行動不便、偏遠地區、攜帶大型行李的民眾。行經北屯區的小黃公車路線有黃26路（松竹國小至逢甲國小）等1條，提供舊社、水景、軍功、和平、東山、廍子、民政等7個里的居民搭乘。

### 公共自行車
臺中市公共自行車租賃系統（iBike）是臺中市政府推動的公共自行車租賃系統，2013年6月開始規劃建置，2014年7月18日開始營運，2017年5月16日使用次數突破一千萬人次，北屯區已於2015年4月1日正式引進YouBike1.0系統，並於2020年12月18日引進YouBike2.0系統，與西屯區、南屯區、北區及烏日區為臺中市首個引進YouBike2.0系統站點的行政區，2023年6月28日全面停止營運YouBike1.0系統，改為僅營運YouBike2.0系統。資料截至2024年12月31日，YouBike2.0系統已於北屯區設有184個站點，並可甲地租車、乙地還車，提供民眾租借使用。

## 旅遊

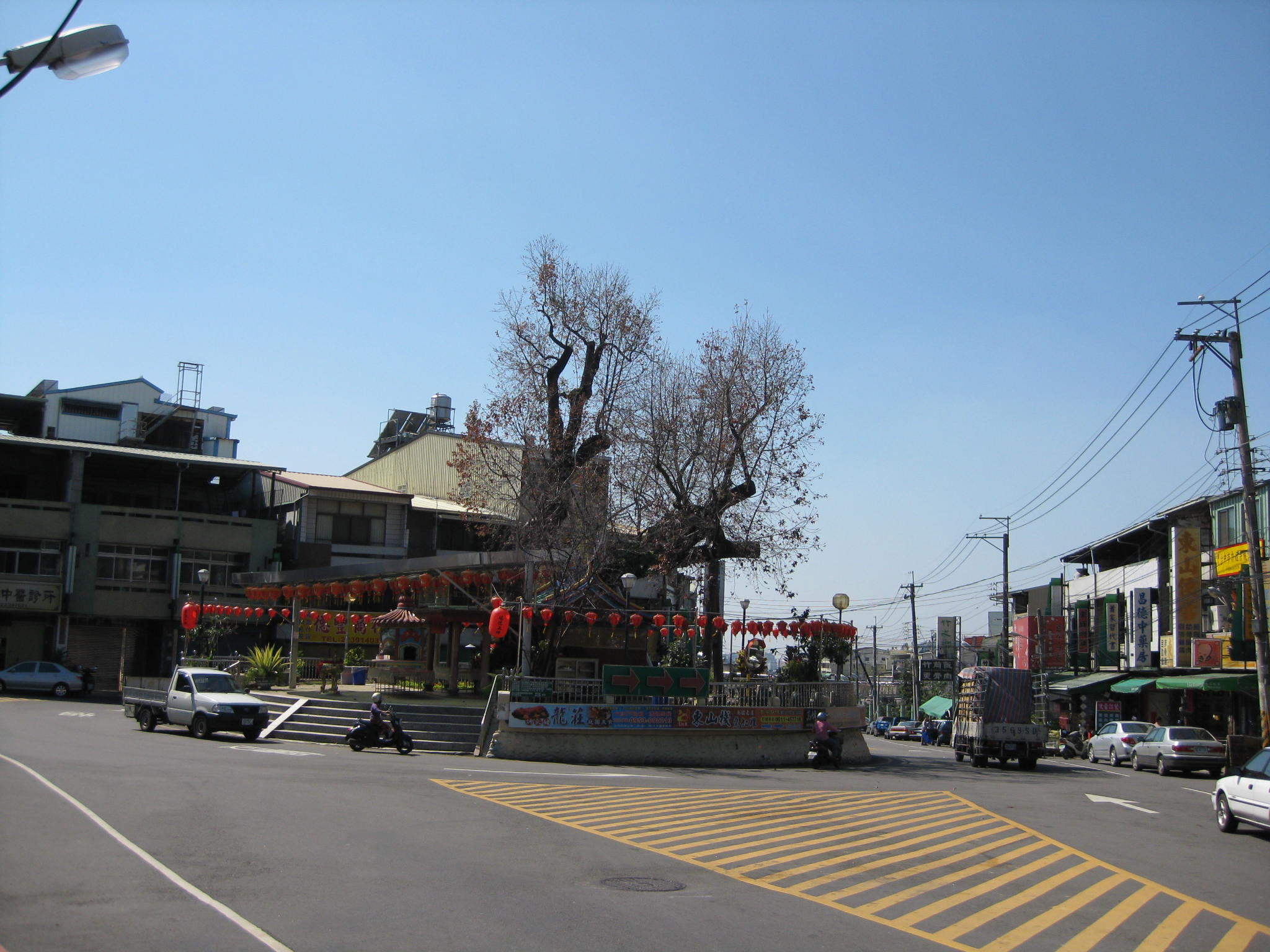
大坑圓環

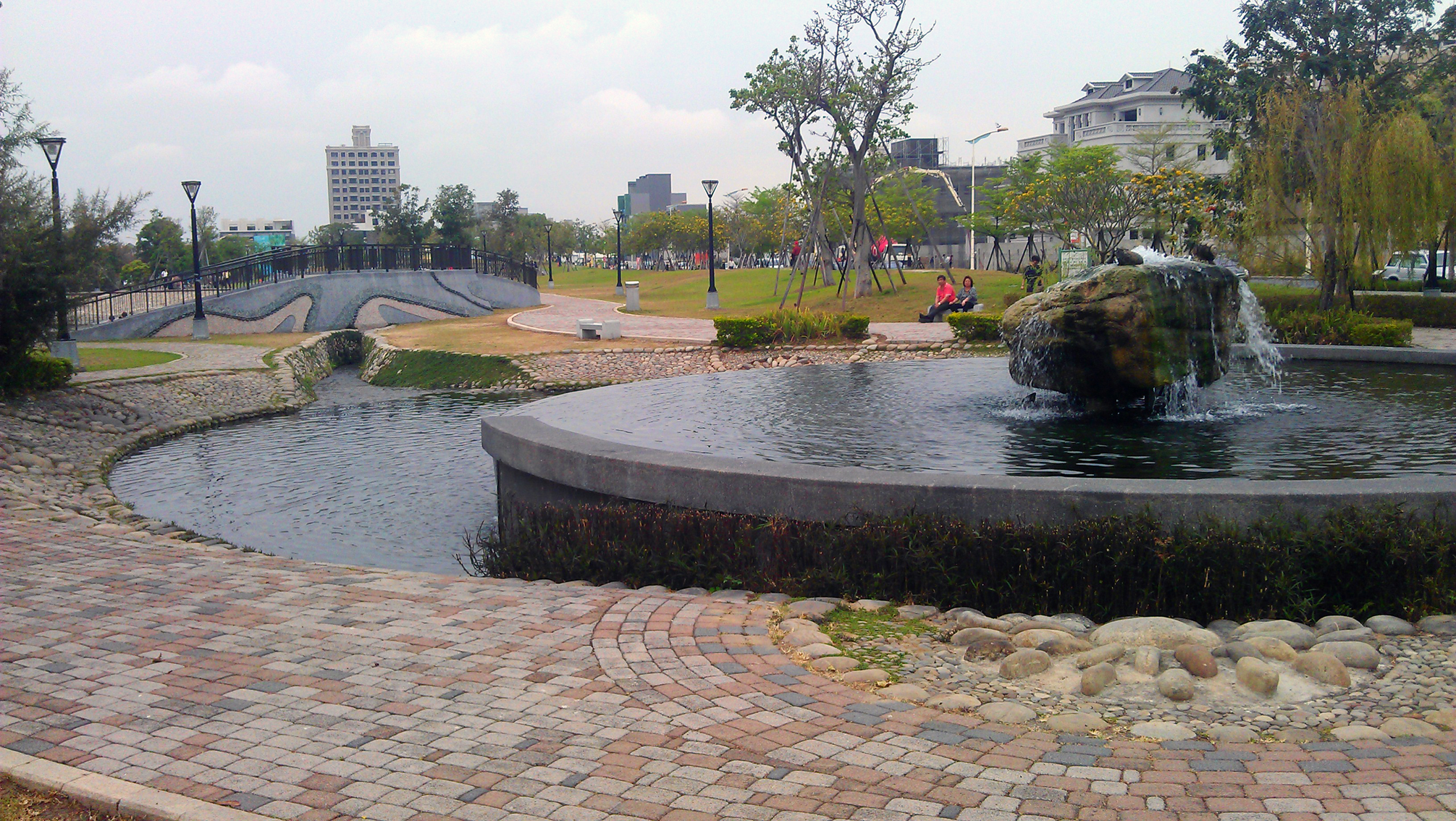
新都生態公園，位於祥順路二段。

### 大坑風景區
- 大坑商圈
- 大坑圓環
- 大坑登山步道
- 大坑溫泉區
- 中正露營區
- 大坑地震公園（九二一地震紀念公園）
- 紙箱王創意園區
- 薰衣草森林心之芳庭
- 台中國際高爾夫球俱樂部
- 郭叔叔獼猴生態園區
- 海灣樂世界(亞洲最大寵物樂園)

### 自然、公園景點
- 八二三紀念公園（臺中八二三臺海戰役紀念碑）
- 北屯兒童公園
- 荔枝老樹公園
- 民俗公園
- 梅川公園
- 舊社公園
- 敦化公園
- 四張犁農村公園
- 新都生態公園
- 環保藝術造形公園－寶之林
- 南興萬坪公園(打卡熱門景點象徵地標『米奇樹』位於此公園內)

### 文資宗教景點
文化資產
- 金源吉林宅門廳（歷史建築）
- 林懋陽故居（歷史建築）
- 積善樓（市定古蹟）
- 邱先甲墓園（歷史建築）
- 北屯文昌廟（市定古蹟）
- 臺中眷村文物館

宗教場所
- 四張犁三官堂（主祀三官大帝）
- 四張犁開漳聖王廟（主祀開漳聖王）
- 合福祠（主祀戴潮春）
- 北屯上天宮（主祀媽祖：老五媽廟）
- 軍福宮
- 台中廣天宮（主祀財神爺玄壇真君）
- 台中朝聖宮(臺中天上聖母會)(2025大甲媽贊香)（天上聖母）
- 陳平庄紫微宮（主祀三官大帝）
- 北屯福隆宮
- 舊社南興宮
- 北屯九龍宮
- 松竹寺（主祀：觀音）
- 天主教台中教區水湳德蘭天主堂

### 商圈市場
- 天津路成衣商圈（含 北平路美食街）
- 昌平路皮鞋街
- 大台中環保市場：位於太原車站太原路地下道旁
- 崇德玉市(錦村市場)
- 四張犁夜市(每周日營業)
- 台中市肉品市場
- 水湳傳統市場
- 北屯市場
- 一點利黃昏市場
- 東山攤販市場
- 東山黃昏市場
- 崇德路商圈

### 大型商場
- 大買家北屯店
- 特力屋北屯店
- 迪卡儂北屯店
- 好市多北台中店
- 漢神洲際購物中心（興建中）
- 太子置地廣場 (簽約)[24]

### 其他設施
- 台中洲際棒球場
- 臺中市網球中心
- 北屯極限運動場

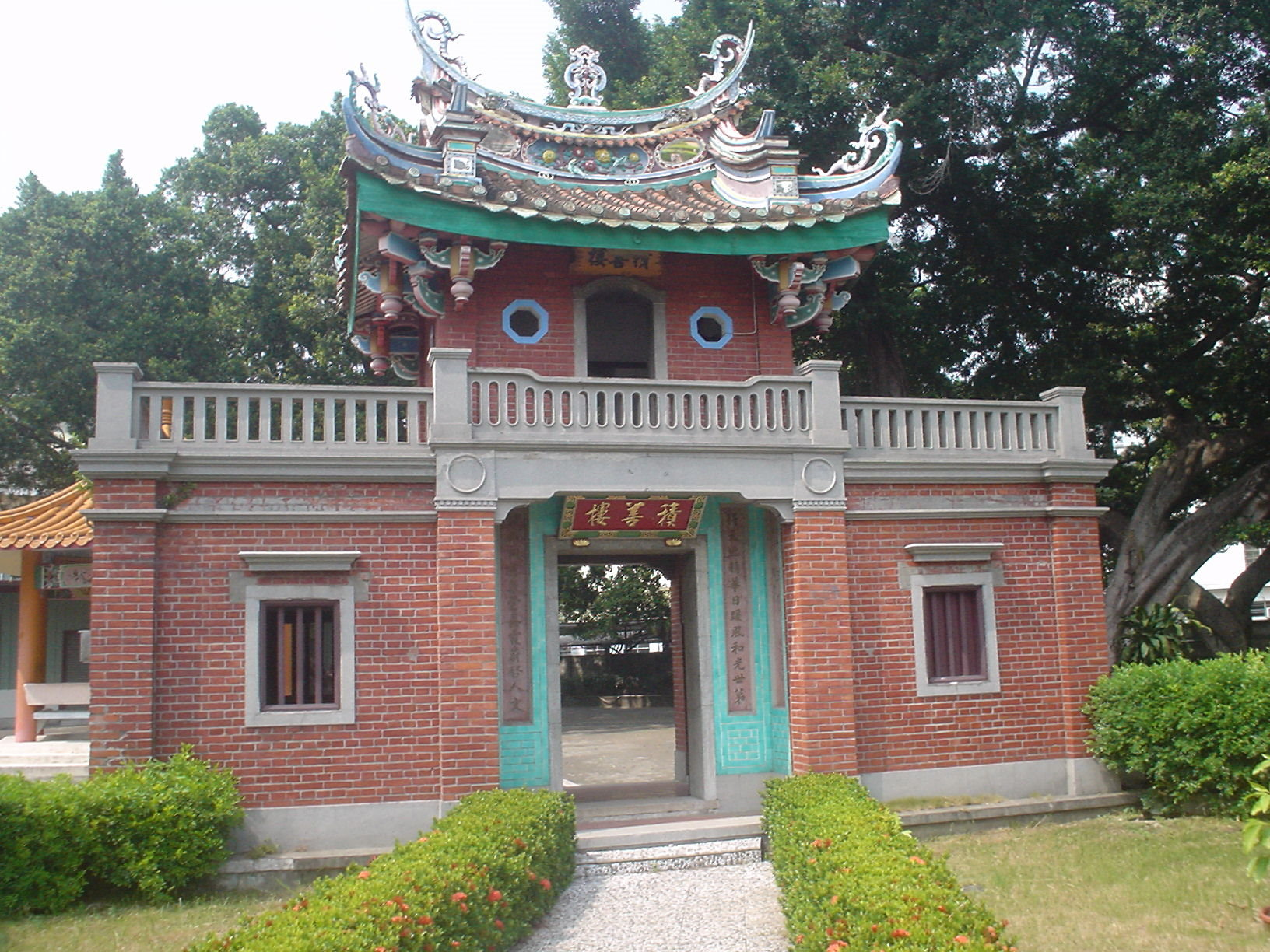
興安路的積善樓
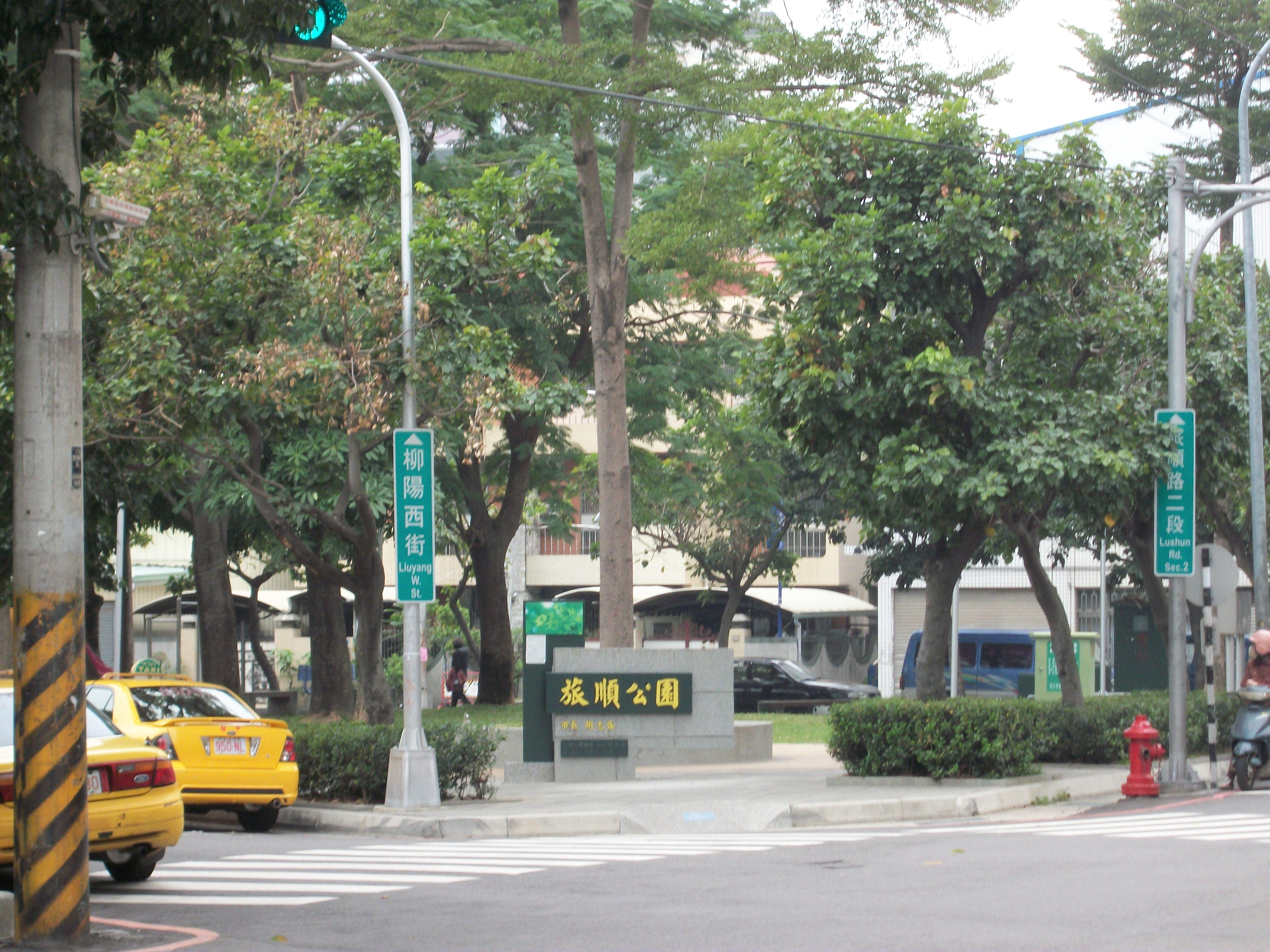
旅順公園
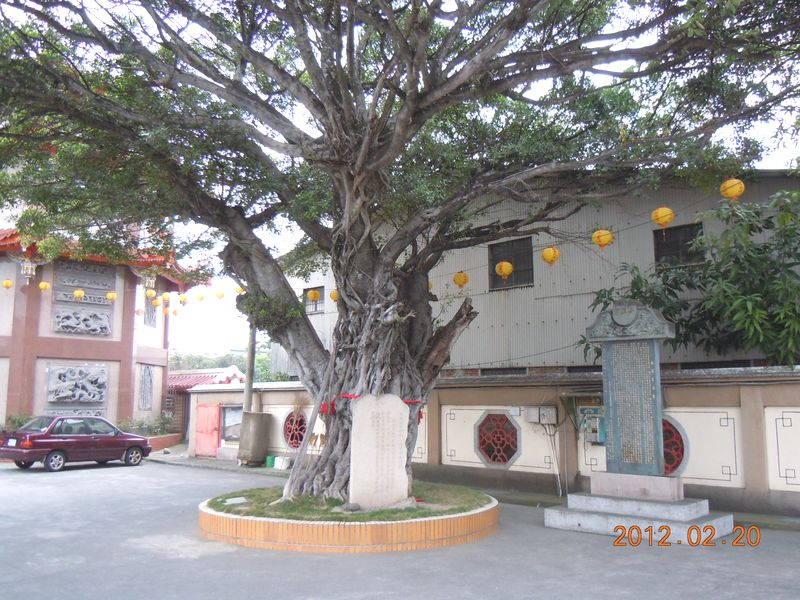
舊社南興宮旁的大榕樹
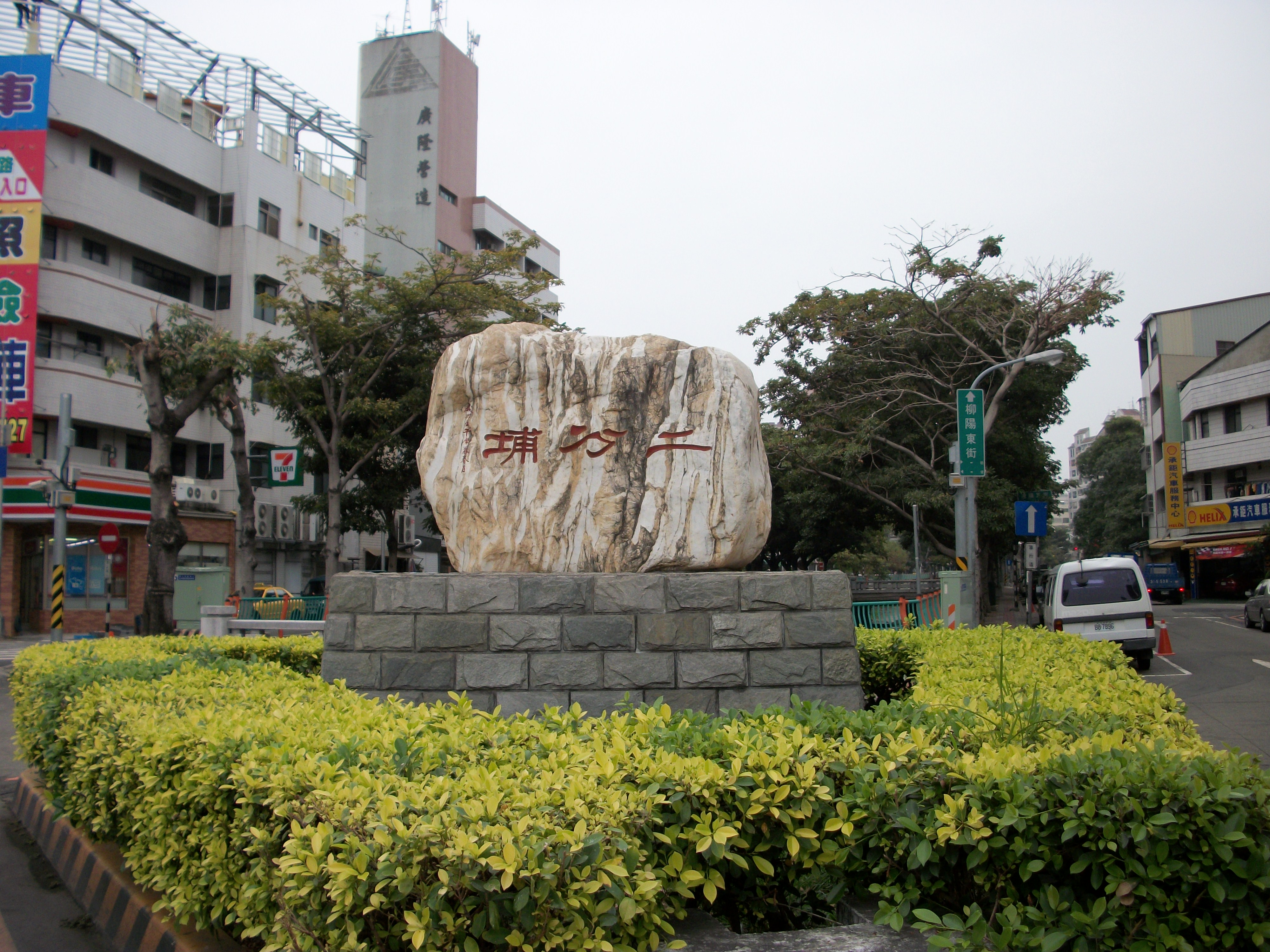
二分埔

## 規劃中設施
- 臺中巨蛋（規劃中）
- 北屯國民運動中心
- 臺中市立醫院[25]

## 外部連結
- 北屯區公所（页面存档备份，存于）